# Otok (Split-Dalmatie)
Pour les articles homonymes, voir Otok.
Otok est un village et une municipalité située en Dalmatie, dans le comitat de Split-Dalmatie, en Croatie. Au recensement de 2001, la municipalité comptait 5 782 habitants, dont 99,64 % de Croates et le village seul comptait 3 138 habitants.

## Localités
La municipalité d'Otok compte 6 localités :
- Gala
- Korita
- Otok
- Ovrlja
- Ruda
- Udovičić